# Groupe E des éliminatoires du Championnat d'Europe de football 2016
Navigation
Groupe D Groupe F
Cet article donne le calendrier, les résultats des matches ainsi que le classement du groupe E des éliminatoires de l'Euro 2016.

## Classement
| Rang | Équipe      | Pts | J  | G  | N | P | Bp | Bc | Diff |  | Résultats (▼ dom., ► ext.) |     |     |     |     |     |     |
| ---- | ----------- | --- | -- | -- | - | - | -- | -- | ---- |  | -------------------------- | --- | --- | --- | --- | --- | --- |
| 1    | Angleterre  | 30  | 10 | 10 | 0 | 0 | 31 | 3  | +28  |  | Angleterre                 |     | 2-0 | 3-1 | 2-0 | 4-0 | 5-0 |
| 2    | Suisse      | 21  | 10 | 7  | 0 | 3 | 24 | 8  | +16  |  | Suisse                     | 0-2 |     | 3-2 | 3-0 | 4-0 | 7-0 |
| 3    | Slovénie    | 16  | 10 | 5  | 1 | 4 | 18 | 11 | +7   |  | Slovénie                   | 2-3 | 1-0 |     | 1-0 | 1-1 | 6-0 |
| 4    | Estonie     | 10  | 10 | 3  | 1 | 6 | 4  | 9  | -5   |  | Estonie                    | 0-1 | 0-1 | 1-0 |     | 1-0 | 2-0 |
| 5    | Lituanie    | 10  | 10 | 3  | 1 | 6 | 7  | 18 | -11  |  | Lituanie                   | 0-3 | 1-2 | 0-2 | 1-0 |     | 2-1 |
| 6    | Saint-Marin | 1   | 10 | 0  | 1 | 9 | 1  | 36 | -35  |  | Saint-Marin                | 0-6 | 0-4 | 0-2 | 0-0 | 0-2 |     |

- L'Angleterre se qualifie pour l'Euro 2016 de football à la suite de sa victoire (0-6) à Saint-Marin, le 5 septembre 2015.
- Saint-Marin est éliminé depuis le 8 septembre 2015 à la suite de sa défaite (2-1) en Lituanie conjuguée à la victoire de la Slovénie face à l'Estonie.
- L'Angleterre assure de terminer premier du groupe à la suite de sa victoire (2-0) face à la Suisse, le 8 septembre 2015.
- La Lituanie est éliminée à la suite de son match nul (1-1) en Slovénie, le 9 octobre 2015.
- La Suisse assure de terminer deuxième du groupe et se qualifie pour l'Euro 2016 de football à la suite de sa victoire (7-0) face à Saint-Marin, le 9 octobre 2015.
- L'Estonie est éliminée depuis le 12 octobre 2015 à la suite de sa défaite (0-1) face à la Suisse conjuguée à la victoire (0-2) de la Slovénie à Saint-Marin.
- La Slovénie termine troisième du groupe et joue les barrages à la suite de sa victoire (0-2) à Saint-Marin, le 12 octobre 2015.

## Résultats et calendrier
| 1re journée                | Estonie   | 1 – 0   | Slovénie | Lilleküla Stadium, Tallinn                       |                                                  |
| 8 septembre 2014 20h45 HEC | Purje 86e | (0 - 0) |          | Spectateurs : 6 561 Arbitrage : Szymon Marciniak | Spectateurs : 6 561 Arbitrage : Szymon Marciniak |
| 8 septembre 2014 20h45 HEC | Rapport   |         |          | Spectateurs : 6 561 Arbitrage : Szymon Marciniak | Spectateurs : 6 561 Arbitrage : Szymon Marciniak |

|           | Saint-Marin | 0 – 2   | Lituanie                        | Stadio Olimpico, Serravalle                 |                                             |
| 20h45 HEC |             | (0 - 2) | 5e Matulevičius · 36e Novikovas | Spectateurs : 986 Arbitrage : Libor Kovařik | Spectateurs : 986 Arbitrage : Libor Kovařik |
| 20h45 HEC | Rapport     |         |                                 | Spectateurs : 986 Arbitrage : Libor Kovařik | Spectateurs : 986 Arbitrage : Libor Kovařik |

|           | Suisse  | 0 – 2   | Angleterre        | St. Jakob-Park, Bâle                          |                                               |
| 20h45 HEC |         | (0 - 0) | 58e 90+4e Welbeck | Spectateurs : 35 500 Arbitrage : Cüneyt Çakır | Spectateurs : 35 500 Arbitrage : Cüneyt Çakır |
| 20h45 HEC | Rapport |         |                   | Spectateurs : 35 500 Arbitrage : Cüneyt Çakır | Spectateurs : 35 500 Arbitrage : Cüneyt Çakır |

| 2e journée               | Angleterre                                                                            | 5 – 0   | Saint-Marin | Stade de Wembley, Londres                      |                                                |
| 9 octobre 2014 20h45 HEC | Jagielka 25e · Rooney 43e (pen.) · Welbeck 49e · Townsend 72e · Della Valle 78e (csc) | (2 - 0) |             | Spectateurs : 55 990 Arbitrage : Marcin Borski | Spectateurs : 55 990 Arbitrage : Marcin Borski |
| 9 octobre 2014 20h45 HEC | Rapport                                                                               |         |             | Spectateurs : 55 990 Arbitrage : Marcin Borski | Spectateurs : 55 990 Arbitrage : Marcin Borski |

|           | Lituanie       | 1 – 0   | Estonie | Stade LFF, Vilnius                           |                                              |
| 20h45 HEC | Mikoliūnas 76e | (0 - 0) |         | Spectateurs : 4 780 Arbitrage : Carlos Gómez | Spectateurs : 4 780 Arbitrage : Carlos Gómez |
| 20h45 HEC | Rapport        |         |         | Spectateurs : 4 780 Arbitrage : Carlos Gómez | Spectateurs : 4 780 Arbitrage : Carlos Gómez |

|           | Slovénie             | 1 – 0   | Suisse | Stadion Ljudski vrt, Maribor                   |                                                |
| 20h45 HEC | Novakovič 79e (pen.) | (0 - 0) |        | Spectateurs : 8 500 Arbitrage : Wolfgang Stark | Spectateurs : 8 500 Arbitrage : Wolfgang Stark |
| 20h45 HEC | Rapport              |         |        | Spectateurs : 8 500 Arbitrage : Wolfgang Stark | Spectateurs : 8 500 Arbitrage : Wolfgang Stark |

| 3e journée                | Estonie | 0 – 1   | Angleterre | Lilleküla Stadium, Tallinn                        |                                                   |
| 12 octobre 2014 18h00 HEC |         | (0 - 0) | 74e Rooney | Spectateurs : 10 195 Arbitrage : Marijo Strahonja | Spectateurs : 10 195 Arbitrage : Marijo Strahonja |
| 12 octobre 2014 18h00 HEC | Rapport |         |            | Spectateurs : 10 195 Arbitrage : Marijo Strahonja | Spectateurs : 10 195 Arbitrage : Marijo Strahonja |

|           | Lituanie | 0 – 2   | Slovénie          | Stade LFF, Vilnius                                  |                                                     |
| 20h45 HEC |          | (0 - 2) | 33e 37e Novakovič | Spectateurs : 4 000 Arbitrage : Michael Koukoulakis | Spectateurs : 4 000 Arbitrage : Michael Koukoulakis |
| 20h45 HEC | Rapport  |         |                   | Spectateurs : 4 000 Arbitrage : Michael Koukoulakis | Spectateurs : 4 000 Arbitrage : Michael Koukoulakis |

| 14 octobre 2014 | Saint-Marin | 0 – 4   | Suisse                                         | Stadio Olimpico, Serravalle                  |                                              |
| 20h45 HEC       |             | (0 - 3) | 10e 23e Seferović · 30e Džemaili · 79e Shaqiri | Spectateurs : 5 700 Arbitrage : Tony Chapron | Spectateurs : 5 700 Arbitrage : Tony Chapron |
| 20h45 HEC       | Rapport     |         |                                                | Spectateurs : 5 700 Arbitrage : Tony Chapron | Spectateurs : 5 700 Arbitrage : Tony Chapron |

| 4e journée                 | Angleterre                          | 3 – 1   | Slovénie            | Stade de Wembley, Londres                             |                                                       |
| 15 novembre 2014 18h00 HEC | Rooney 59e (pen.) · Welbeck 66e 72e | (0 - 0) | 58e (csc) Henderson | Spectateurs : 82 305 Arbitrage : Olegário Benquerença | Spectateurs : 82 305 Arbitrage : Olegário Benquerença |
| 15 novembre 2014 18h00 HEC | Rapport                             |         |                     | Spectateurs : 82 305 Arbitrage : Olegário Benquerença | Spectateurs : 82 305 Arbitrage : Olegário Benquerença |

|           | Saint-Marin | 0 – 0   | Estonie | Stadio Olimpico, Serravalle               |                                           |
| 18h00 HEC |             | (0 - 0) |         | Spectateurs : 759 Arbitrage : Felix Brych | Spectateurs : 759 Arbitrage : Felix Brych |
| 18h00 HEC | Rapport     |         |         | Spectateurs : 759 Arbitrage : Felix Brych | Spectateurs : 759 Arbitrage : Felix Brych |

|           | Suisse                                  | 4 – 0   | Lituanie | AFG Arena, Saint-Gall                              |                                                    |
| 20h45 HEC | Drmić 66e · Schär 68e · Shaqiri 80e 90e | (0 - 0) |          | Spectateurs : 17 300 Arbitrage : Svein Oddvar Moen | Spectateurs : 17 300 Arbitrage : Svein Oddvar Moen |
| 20h45 HEC | Rapport                                 |         |          | Spectateurs : 17 300 Arbitrage : Svein Oddvar Moen | Spectateurs : 17 300 Arbitrage : Svein Oddvar Moen |

| 5e journée             | Angleterre                                        | 4 – 0   | Lituanie | Stade de Wembley, Londres                       |                                                 |
| 27 mars 2015 20h45 HEC | Rooney 6e · Welbeck 45e · Sterling 58e · Kane 73e | (2 - 0) |          | Spectateurs : 83 671 Arbitrage : Pavel Královec | Spectateurs : 83 671 Arbitrage : Pavel Královec |
| 27 mars 2015 20h45 HEC | Rapport                                           |         |          | Spectateurs : 83 671 Arbitrage : Pavel Královec | Spectateurs : 83 671 Arbitrage : Pavel Královec |

|           | Slovénie                                                                       | 6 – 0   | Saint-Marin | Stadion Stožice, Ljubljana                     |                                                |
| 20h45 HEC | Iličić 10e · Kampl 49e · Struna 50e · Novakovič 52e · Lazarević 73e · Ilič 88e | (1 - 0) |             | Spectateurs : 8 325 Arbitrage : Oliver Drachta | Spectateurs : 8 325 Arbitrage : Oliver Drachta |
| 20h45 HEC | Rapport                                                                        |         |             | Spectateurs : 8 325 Arbitrage : Oliver Drachta | Spectateurs : 8 325 Arbitrage : Oliver Drachta |

|           | Suisse                                | 3 – 0   | Estonie | Swissporarena, Lucerne                          |                                                 |
| 20h45 HEC | Schär 17e · Xhaka 27e · Seferović 80e | (2 - 0) |         | Spectateurs : 14 500 Arbitrage : Danny Makkelie | Spectateurs : 14 500 Arbitrage : Danny Makkelie |
| 20h45 HEC | Rapport                               |         |         | Spectateurs : 14 500 Arbitrage : Danny Makkelie | Spectateurs : 14 500 Arbitrage : Danny Makkelie |

| 6e journée             | Estonie        | 2 – 0   | Saint-Marin | A. Le Coq Arena, Tallinn                      |                                               |
| 14 juin 2015 18h00 HEC | Zenjov 35e 63e | (1 - 0) |             | Spectateurs : 6 131 Arbitrage : Ivan Kružliak | Spectateurs : 6 131 Arbitrage : Ivan Kružliak |
| 14 juin 2015 18h00 HEC | Rapport        |         |             | Spectateurs : 6 131 Arbitrage : Ivan Kružliak | Spectateurs : 6 131 Arbitrage : Ivan Kružliak |

|           | Slovénie                   | 2 – 3   | Angleterre                    | Stadion Stožice, Ljubljana                                |                                                           |
| 18h00 HEC | Novakovič 37e · Pečnik 84e | (1 - 0) | 57e 73e Wilshere · 86e Rooney | Spectateurs : 15 796 Arbitrage : Alberto Undiano Mallenco | Spectateurs : 15 796 Arbitrage : Alberto Undiano Mallenco |
| 18h00 HEC | Rapport                    |         |                               | Spectateurs : 15 796 Arbitrage : Alberto Undiano Mallenco | Spectateurs : 15 796 Arbitrage : Alberto Undiano Mallenco |

|           | Lituanie    | 1 – 2   | Suisse                  | Stade LFF, Vilnius                            |                                               |
| 20h45 HEC | Černych 64e | (0 - 0) | 69e Drmić · 84e Shaqiri | Spectateurs : 4 786 Arbitrage : Craig Thomson | Spectateurs : 4 786 Arbitrage : Craig Thomson |
| 20h45 HEC | Rapport     |         |                         | Spectateurs : 4 786 Arbitrage : Craig Thomson | Spectateurs : 4 786 Arbitrage : Craig Thomson |

| 7e journée                 | Estonie       | 1 – 0   | Lituanie | A. Le Coq Arena, Tallinn                       |                                                |
| 5 septembre 2015 18h00 HEC | Vassiljev 71e | (0 - 0) |          | Spectateurs : 6 621 Arbitrage : Oliver Drachta | Spectateurs : 6 621 Arbitrage : Oliver Drachta |
| 5 septembre 2015 18h00 HEC | Rapport       |         |          | Spectateurs : 6 621 Arbitrage : Oliver Drachta | Spectateurs : 6 621 Arbitrage : Oliver Drachta |

|           | Saint-Marin | 0 – 6   | Angleterre                                                                      | Stadio Olimpico, Serravalle                      |                                                  |
| 18h00 HEC |             | (0 - 2) | 13e (pen.) Rooney · 30e (csc) Brolli · 46e Barkley · 68e 78e Walcott · 77e Kane | Spectateurs : 4 378 Arbitrage : Leontios Trattou | Spectateurs : 4 378 Arbitrage : Leontios Trattou |
| 18h00 HEC | Rapport     |         |                                                                                 | Spectateurs : 4 378 Arbitrage : Leontios Trattou | Spectateurs : 4 378 Arbitrage : Leontios Trattou |

|           | Suisse                        | 3 – 2   | Slovénie                  | St. Jakob-Park, Bâle                            |                                                 |
| 20h45 HEC | Drmić 80e 90+4e · Stocker 84e | (0 - 1) | 45e Novakovič · 48e Cesar | Spectateurs : 25 750 Arbitrage : Pavel Královec | Spectateurs : 25 750 Arbitrage : Pavel Královec |
| 20h45 HEC | Rapport                       |         |                           | Spectateurs : 25 750 Arbitrage : Pavel Královec | Spectateurs : 25 750 Arbitrage : Pavel Královec |

| 8e journée                 | Angleterre                   | 2 – 0   | Suisse | Stade de Wembley, Londres                        |                                                  |
| 8 septembre 2015 20h45 HEC | Kane 67e · Rooney 84e (pen.) | (0 - 0) |        | Spectateurs : 75 751 Arbitrage : Gianluca Rocchi | Spectateurs : 75 751 Arbitrage : Gianluca Rocchi |
| 8 septembre 2015 20h45 HEC | Rapport                      |         |        | Spectateurs : 75 751 Arbitrage : Gianluca Rocchi | Spectateurs : 75 751 Arbitrage : Gianluca Rocchi |

|           | Lituanie                   | 2 – 1   | Saint-Marin  | Stade LFF, Vilnius                             |                                                |
| 20h45 HEC | Černych 7e · Spalvis 90+2e | (1 - 0) | 55e Vitaioli | Spectateurs : 2 856 Arbitrage : Clayton Pisani | Spectateurs : 2 856 Arbitrage : Clayton Pisani |
| 20h45 HEC | Rapport                    |         |              | Spectateurs : 2 856 Arbitrage : Clayton Pisani | Spectateurs : 2 856 Arbitrage : Clayton Pisani |

|           | Slovénie  | 1 – 0   | Estonie | Stadion Ljudski vrt, Maribor                       |                                                    |
| 20h45 HEC | Berić 65e | (0 - 0) |         | Spectateurs : 6 868 Arbitrage : Tasos Sidiropoulos | Spectateurs : 6 868 Arbitrage : Tasos Sidiropoulos |
| 20h45 HEC | Rapport   |         |         | Spectateurs : 6 868 Arbitrage : Tasos Sidiropoulos | Spectateurs : 6 868 Arbitrage : Tasos Sidiropoulos |

| 9e journée               | Angleterre                 | 2 – 0   | Estonie | Stade de Wembley, Londres |                        |
| 9 octobre 2015 20h45 HEC | Walcott 45e · Sterling 85e | (1 - 0) |         | Arbitrage : István Vad    | Arbitrage : István Vad |
| 9 octobre 2015 20h45 HEC | Rapport                    |         |         | Arbitrage : István Vad    | Arbitrage : István Vad |

|           | Slovénie           | 1 – 1   | Lituanie             | Stadion Stožice, Ljubljana |                           |
| 20h45 HEC | Birsa 45+1e (pen.) | (1 - 0) | 79e (pen.) Novikovas | Arbitrage : Björn Kuipers  | Arbitrage : Björn Kuipers |
| 20h45 HEC | Rapport            |         |                      | Arbitrage : Björn Kuipers  | Arbitrage : Björn Kuipers |

|           | Suisse | 7 – 0   | Saint-Marin | AFG Arena, Saint-Gall                               |                                                     |
| 20h45 HEC | Lang 17e · Inler 55e (pen.) · Mehmedi 65e · Djourou 72e (pen.) · Kasami 75e · Embolo 80e (pen.) · Derdiyok 89e | (1 - 0) |             | Spectateurs : 16 200 Arbitrage : Mattias Gestranius | Spectateurs : 16 200 Arbitrage : Mattias Gestranius |
| 20h45 HEC | Rapport |         |             | Spectateurs : 16 200 Arbitrage : Mattias Gestranius | Spectateurs : 16 200 Arbitrage : Mattias Gestranius |

| 10e journée               | Estonie | 0 – 1   | Suisse             | A. Le Coq Arena, Tallinn                       |                                                |
| 12 octobre 2015 20h45 HEC |         | (0 - 0) | 90+4e (csc) Klavan | Spectateurs : 7 304 Arbitrage : Pol van Boekel | Spectateurs : 7 304 Arbitrage : Pol van Boekel |
| 12 octobre 2015 20h45 HEC | Rapport |         |                    | Spectateurs : 7 304 Arbitrage : Pol van Boekel | Spectateurs : 7 304 Arbitrage : Pol van Boekel |

|           | Lituanie | 0 – 3   | Angleterre                                                 | Stade LFF, Vilnius      |                         |
| 20h45 HEC |          | (0 - 2) | 29e Barkley · 35e (csc) Arlauskis · 62e Oxlade-Chamberlain | Arbitrage : Kenn Hansen | Arbitrage : Kenn Hansen |
| 20h45 HEC | Rapport  |         |                                                            | Arbitrage : Kenn Hansen | Arbitrage : Kenn Hansen |

|           | Saint-Marin | 0 – 2   | Slovénie               | Stadio Olimpico, Serravalle    |                                |
| 20h45 HEC |             | (0 - 0) | 54e Cesar · 75e Pečnik | Arbitrage : Aleksandar Stavrev | Arbitrage : Aleksandar Stavrev |
| 20h45 HEC | Rapport     |         |                        | Arbitrage : Aleksandar Stavrev | Arbitrage : Aleksandar Stavrev |

## Buteurs
| Pos | Joueur                | Pays        | Buts |
| --- | --------------------- | ----------- | ---- |
| 1   | Wayne Rooney          | Angleterre  | 7    |
| 2   | Danny Welbeck         | Angleterre  | 6    |
| 2   | Milivoje Novakovič    | Slovénie    | 6    |
| 4   | Xherdan Shaqiri       | Suisse      | 4    |
| 4   | Josip Drmić           | Suisse      | 4    |
| 6   | Harry Kane            | Angleterre  | 3    |
| 6   | Haris Seferović       | Suisse      | 3    |
| 8   | Theo Walcott          | Angleterre  | 2    |
| 8   | Jack Wilshere         | Angleterre  | 2    |
| 8   | Sergei Zenjov         | Estonie     | 2    |
| 8   | Fiodor Černych        | Lituanie    | 2    |
| 8   | Fabian Schär          | Suisse      | 2    |
| 13  | Ross Barkley          | Angleterre  | 1    |
| 13  | Phil Jagielka         | Angleterre  | 1    |
| 13  | Raheem Sterling       | Angleterre  | 1    |
| 13  | Andros Townsend       | Angleterre  | 1    |
| 13  | Ats Purje             | Estonie     | 1    |
| 13  | Konstantin Vassiljev  | Estonie     | 1    |
| 13  | Deivydas Matulevičius | Lituanie    | 1    |
| 13  | Saulius Mikoliūnas    | Lituanie    | 1    |
| 13  | Arvydas Novikovas     | Lituanie    | 1    |
| 13  | Lukas Spalvis         | Lituanie    | 1    |
| 13  | Matteo Vitaioli       | Saint-Marin | 1    |
| 13  | Robert Berić          | Slovénie    | 1    |
| 13  | Boštjan Cesar         | Slovénie    | 1    |
| 13  | Branko Ilič           | Slovénie    | 1    |
| 13  | Josip Iličić          | Slovénie    | 1    |
| 13  | Kevin Kampl           | Slovénie    | 1    |
| 13  | Dejan Lazarević       | Slovénie    | 1    |
| 13  | Nejc Pečnik           | Slovénie    | 1    |
| 13  | Andraž Struna         | Slovénie    | 1    |
| 13  | Eren Derdiyok         | Suisse      | 1    |
| 13  | Johan Djourou         | Suisse      | 1    |
| 13  | Blerim Džemaili       | Suisse      | 1    |
| 13  | Breel Embolo          | Suisse      | 1    |
| 13  | Gökhan Inler          | Suisse      | 1    |
| 13  | Pajtim Kasami         | Suisse      | 1    |
| 13  | Michael Lang          | Suisse      | 1    |
| 13  | Admir Mehmedi         | Suisse      | 1    |
| 13  | Valentin Stocker      | Suisse      | 1    |
| 13  | Granit Xhaka          | Suisse      | 1    |

### Buts contre son camp
| Joueur                 | Pays                          | Buts csc |
| ---------------------- | ----------------------------- | -------- |
| Jordan Henderson       | Angleterre (pour Slovénie)    | 1        |
| Cristian Brolli        | Saint-Marin (pour Angleterre) | 1        |
| Alessandro Della Valle | Saint-Marin (pour Angleterre) | 1        |